# Ali Khasif
Ali Khaseif Humad Khaseif Housani, còn có tên Ali Khasif (tiếng Ả Rập: علي خصيف; sinh ngày 9 tháng 6 năm 1987 ở Abu Dhabi, Các Tiểu vương quốc Ả Rập Thống nhất) là một cầu thủ bóng đá người Các Tiểu vương quốc Ả Rập Thống nhất thi đấu Al-Jazira ở UAE Football League. Anh thi đấu cho Đội tuyển bóng đá quốc gia Các Tiểu vương quốc Ả Rập Thống nhất tại Cúp bóng đá châu Á 2011 nơi đội bóng của anh ấy bị loại sau vòng bảng. Khaseif chơi ở vị trí thủ môn.

## Danh hiệu
Các Tiểu vương quốc Ả Rập Thống nhất
- Cúp bóng đá vịnh Ả Rập: 2013